# غيلبرتو ألميدا
غيلبرتو ألميدا (بالإسبانية: Gilberto Almeida)‏ هو رسام إكوادوري وكولومبي، ولد في 30 مايو 1928 في إيبارا في الإكوادور، وتوفي بنفس المكان في 20 أبريل 2015.